# Финляндия, страна белых лилий
«Финляндия, страна белых лилий» — публицистическая книга русского священника и общественного деятеля Григория Спиридоновича Петрова (1866—1925). После Октябрьской революции, когда Петров жил в Сербии, им была написана публицистическая книга, посвящённая Финляндии. Книга описывает эту страну как образец для подражания, как живой пример для России и других государств. В 1923 году книга была издана на сербском языке под названием «Зидари живота» («Созидатели жизни»).
После смерти Петрова книга издавалась и много раз переиздавалась на разных языках (в том числе 14 раз на болгарском и 16 раз на турецком языке).

## Автор книги

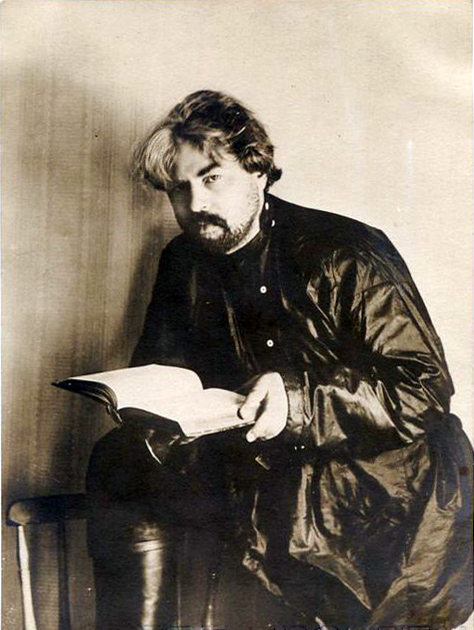
Григорий Петров (ок. 1908)

Григорий Спиридонович Петров (1866—1925) — священник, общественный деятель, журналист, публицист и проповедник. Родился в Ямбурге (сейчас — Кингисепп Ленинградской области). Закончил Санкт-Петербургскую духовную академию. Читал лекции, в том числе в Михайловском артиллерийском училище, Пажеском корпусе, Александровском лицее, Политехническом институте, в различных гимназиях. Был в Санкт-Петербурге очень популярным, его публичные лекции привлекали толпы людей. Его книги продавались во многих книжных лавках и пользовались большим спросом. В 1898 году вышел его труд «Евангелие как основа жизни», позже выдержавший около 20 изданий и переведённый на многие языки. Петров в этой книге призывал обратиться к Евангелию как к источнику знаний о том, как себя следует вести в повседневной жизни. Максим Горький в своём письме Антону Чехову писал об этой книге, что «в ней много души, ясной и глубоко верующей души…». Идеи Петрова имели много точек соприкосновения с нравственной проповедью Льва Толстого.
Сочинения и речи Петрова создали ему репутацию «неблагонадежного» священника, и в 1903 году он был отставлен от места настоятеля и преподавателя. В 1907 году избран депутатом 2-й Государственной думы по списку Конституционно-демократической партии. В 1908 году лишён сана. Приветствовал Февральскую революцию 1917 года, но осудил приход к власти большевиков.
В 1920 году Петров из Крыма в трюме парохода добрался до Константинополя, затем оказался в лагере беженцев в Галлиполи (сейчас — Гелиболу), затем в Триесте, затем в Белграде. Жил в Сербии и Болгарии. Скончался в 1925 года в клинике под Парижем.

## Переиздания
В 1925 году, уже после смерти автора, книга была издана на болгарском языке под названием «В страната на белите лилии» («В стране белых лилий»).
С болгарского книга была переведена на турецкий, первое издание вышло в Стамбуле в 1928 году. Кемалю Ататюрку, «отцу турок», книга так сильно понравилась, что он приказал включить её в программу учебных заведений, в том числе военных училищ, — как руководство к «обновлению жизни».
Позже книга издавалась и много раз переиздавалась на разных языках под разными названиями, в том числе на болгарском языке книга выдержала 14 изданий, на турецком — по меньше мере 16 изданий, при этом в предисловии к одному из изданий было сказано, что это наиболее читаемая в Турции книга на новотурецком языке.
В 1978 году книга была опубликована на финском языке. Интересно, что это издание было осуществлено в переводе с турецкого, на турецкий же книга была в своё время переведена с болгарского, при том, что Петров писал её по-русски.
На русском языке книга впервые вышла в Санкт-Петербургском издательстве «Европейский дом» в 2004 году под названием «Финляндия, страна белых лилий». Финансовую и моральную поддержку изданию оказал Институт России и Восточной Европы Финляндии, презентация книги в Хельсинки состоялась в августе 2004 года.
Известно также об изданиях книги на арабском и курдском языках.

## Содержание книги

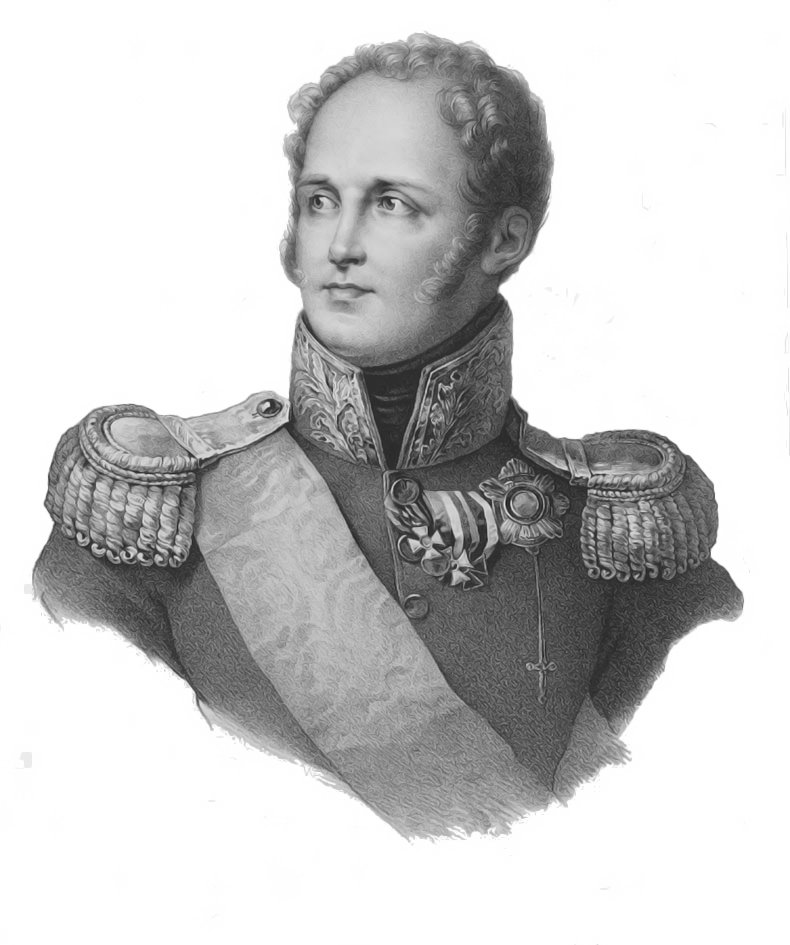
Божией Милостью, Мы Александр Первый, Император и Самодержец Всероссийский, и прочая, и прочая. Произволением Всевышнего вступив в обладание Великого Княжества Финляндии, признали мы за благо сим вновь утвердить и удостоверить религию, коренные законы, права и преимущества, коими каждое состояние сего Княжества в особенности и все подданные, оное населяющие, от мала до велика, по конституциям их доселе пользовались, обещая хранить оные в ненарушимой и непреложной их силе и действии; в удостоверение чего и сию грамоту Собственноручным подписанием Нашим утвердить благоволили. В городе Борго. Марта 15 дня 1809 года.Боргоский манифест Александра I

Петров в своей книге рассказывает о Финляндии, идеализируя её и ставя в пример, описывая эту страну как образец для подражания, как живой пример для России и других государств и в политической, и в экономической, и в культурной сферах. Через смешение исторических фактов и своих представлений об идеальном государстве, в строительстве которого принимают деятельное участие как простые люди, так и «водители народные», автор создаёт миф, «почти сказочное повествование о героическом народе», «наставление по устройству идеального государства».
Книга начинается с размышлений автора о том, что мудрость государственного управления заключается в своевременном обновлении, в чутком реагировании на изменение ситуации, в замене фундамента, на котором стоит «здание государства»; если же такого обновления не происходит, государство утрачивает жизненную силу и неизбежно гибнет (Глава I. Мене, Текел, Перес). Далее Петров пишет о том, что состояние, в котором находится государство, зависит как от правителей (героев), то есть тех, кто в силу своих особенных качеств или обстоятельств оказался на «острие движения», так и от жителей страны, от их воли и устремлений. Примером того, как сами граждане могут влиять на мощь и благосостояние государства, «может стать маленькая, бедная страна с двумя миллионами жителей» — Финляндия (Глава II. Герои и масса).
«Икуйнен тайстелу» («Вечная борьба») — пьеса 1903 года финского писателя и журналиста Йоханнеса Линнанкоски (1869—1913), спектакль по которой в своё время в Хельсинки смотрел Петров; «вечная борьба», по мнению Петрова, — это и точная характеристика того, что происходит в Финляндии: вечная борьба с суровой природой, борьба новых начинаний с пережитками, борьба света с мраком. И достигнутые результаты этой борьбы весьма заметны во всех областях — и в образовании, и в достижении женского равноправия, и в борьбе с пьянством (Глава III. «Икуйнен тайстелу»). Все эти успехи произошли за сравнительно небольшой в исторической перспективе отрезок времени, ведь до начала XIX века Финляндия, входя в состав Швеции, была в подчинённом, неразвитом состоянии, культура народа не продвигалась дальше элементарной грамотности. Россия, завоевав Финляндию в результате очередной русско-шведской войны (Петров использует выражение «объединение Финляндии и России»), отодвинула тем самым границу от Санкт-Петербурга, Финляндия же взамен получила автономию и реальную возможность развивать свою культуру (Глава IV. Суоми).

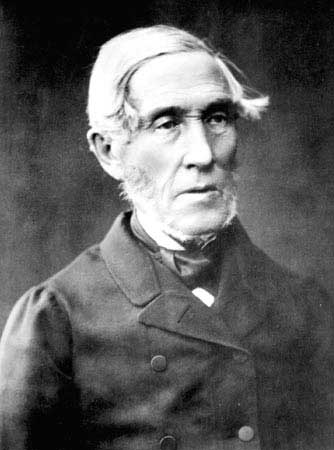
Йохан Снелльман. Сенатор, идеолог финского национального возрождения

В восьми следующих главах главным действующим лицом становится фигура одного из главных идеологов финского национального возрождения Йохана Вильгельма Снелльмана (1806—1881) — философа, государственного деятеля, журналиста, боровшегося в том числе за статус финского языка как языка культуры и государственного управления. Петров называет Снелльмана «предводителем апостолов финской культуры» и «лучшим представителем новой молодой финской интеллигенции». В весьма мифологизированной форме он рассказывает, как Снелльман встал во главе «крестового похода за просвещение народных масс», ездил по стране, встречался с людьми, собирал школьных учителей и выступал перед ними, призывая «будить народную мысль» (Глава V. Снельман); церковным же деятелям Снелльман говорил, что в умирании религии следует винить не науку или интеллигенцию, а прежде всего самих себя; призывал священников стряхнуть «слой мёртвой схоластики с живого Христа», перестать быть церковными чиновниками, а стать именно пастырями своего народа (Глава VI. Церковь). В уста Снельмана Петров вложил и размышления о том, насколько важно иметь умных, честных и трудолюбивых чиновников, поскольку чиновники, являясь представителями закона, становятся главными учителями несправедливости, когда они сами не соблюдают закон, забывают про мораль, не умеют и не желают работать (Глава VII. Администрация). Суть перемен в армии Снелльман, согласно Петрову, видел в том, что не должно быть той пропасти между офицерами и солдатами, которая была при шведах, когда офицеры видели в солдата только пушечное мясо; офицер солдату должен быть учителем и воспитателем; казарма не должна быть пугалом для народа, она должна «повзрослеть умстенно и морально», должна стать народной школой и народным университетем (Глава VIII. Казарма). К спорту Снелльман, согласно Петрову, относился вполне положительно, однако его возмущало, что для некоторых молодых людей занятия спортом становятся главным в жизни и они в погоне за «ногами буйвола» забывают о своём умственном развитии, о «голове Сократа» (Глава IX. Футбол). Именно с молодёжью Снелльман связывал будущее страны; для этого, по его мнению, очень важно, чтобы дети воспитывались в нравственно и умственно здоровой семейной среди. Когда родители говорят одно, а сами поступают наоборот, дети перестают их уважать, перестают их слушать и в конце концов не имеют уважения ни к труду, ни к родине, ни к самим себе (Глава X. Родители и дети).
11-я глава книги посвящена нескольким историям жизни, в том числе историям разбойника Карокепа и «сладкого короля» Ярвинена. Друзья детства, их пути позже разошлись, чтобы затем снова пересечься. Карокеп, познав несправедливость и попытавшись с ней бороться методом насилия, обнаружил, что угнетённые и обманутые вовсе не на его стороне, после чего «бросил вызов Богу», начав грабить и убивать; кончилось же это тем, что священник, который сам едва не погиб от рук Карокепа, открыл ему глаза, объяснил, что Бог не принимает вызов Карокепа, не хочет с ним сражаться, поскольку мыслит иными категориями, а именно категориями любви… Смысл же истории Ярвинена заключалась в том, что уж если разбойник Карокеп смог уйти от тьмы и пустоты и превратиться в честного и достойного человека, то это тем более доступно для других; и зависит это в первую очередь от того, как человек относится к жизни вокруг себя: каждый может сделать себя тем, кем он хочет себя сделать, каждый сапожник может стать королём обуви, каждый торговец яйцами на рынке — яичным королём, каждый кузнец — королём железа. «Такое превращение может быть достигнуто в каждой стране; в каждом округе. В каждом самом глухом углу…» (Глава XI. Карокеп). В следующей главе от имени Снельмана Петров размышляет о сущностных отличиях высшего общества от крестьянства, от «простого народа». Высшее общество он сравнивает с ухоженным и благоустроенным садом, в котором всё продумано и радует глаз; простой же народ — с лесом, в котором никто никогда ничего не чистит и не поправляет, в котором дерево, упавшее от бури, будет лежать и гнить. В качестве рецепта исправления ситуации Петров описывает, как врачи-специалисты, выборные общественные деятели и другие энтузиасты своего дела при поддержке государства боролись в финских деревнях с антисанитарией, с нищетой и убогостью существования (Глава XII. Крестьянство).
Форма изложения материала в последней главе — пересказ автором несуществующей книги некоего финского сельского священника Макдональда, шведского дворянина шотландского происхождения, который в течение всей своей жизни занимался духовным просвещением финнов, пытаясь вдохнуть жизнь в засохшее дерево религии. Макдональд в изложении Петрова писал о том, что народ «больнее, чем мы обычно думаем», что народ стал «практическим атеистом», поскольку Бог и религия в их жизни никакой роли не играют, а духовенство при этом «спит глубоко, мёртвым сном, спит преступно», окружив Евангелие мелкими правилами и толкованиями и забыв про смысл учения Христа. Финскую же церковь Макдональд сравнивает с речной мельницей, у которой жернова крутятся, а зерно в них никто не сыпет. Макдональд писал, что строительство жизни неизбежно затрудняется тем, что приходится не только строить, но и бороться с разрушительными силами, что добросовестные работники часто не встречают общественного сочувствия, что в большие и хорошие общественные дела часто лезут проходимцы и честолюбцы: «Не уставайте зажигать!.. Горите сами и зажигайте других, пока не станет светло вкруг вас… Вместо одобрения и сочувствия вам, могут быть насмешки. Вместо почести и славы — клевета и ненависть. Вместо помощи — тайные интриги и даже открытая борьба против вас. …Тысячи тёмных сил будут гасить ваше светлое дело — вы горите! Горите и зажигайте!» (Глава XIII. Пастор Макдональд).

## Отзывы
Как в Сербии, так и в Болгарии идеи, высказанные Петровым в книге про Финляндию, были восприняты с огромным воодушевлением. В 1926 году для распространения идей Петрова была даже создана культурно-общественная группа «Григорий Петров». Михаил Йовов, министр народного просвещения Болгарии, в предисловии к одному из изданий на болгарском языке писал о финской модели как о примере идеального решения общественным проблем.
В Турции в предисловиях к некоторым изданиям книги говорилось, что её ценность состоит не в том, что в ней рассказывается о Финляндии, а в том, что благодаря ей «мы можем видеть, какие мы есть и какими можем стать». Про книгу в Турции в 1928 году писали, что «будто двухмиллионный финский народ провёл для нас этот эксперимент, чтобы облегчить наш путь и показать нам, своему большому брату, что мы может продолжать тот путь, по которому мы идём, уверенно и без сомнений. Это не только пример, но и доказательство того, что мы победим».